# Stephan Heibges
Johann Baptist Stephan Heibges (* 13. März 1888 in Salm (Eifel); † 27. Oktober 1938 in Paderborn) war ein deutscher Altphilologe und Gymnasiallehrer.
Nach dem Besuch des Friedrich-Wilhelm-Gymnasium in Trier bis zum Abitur Ostern 1907 studierte er in Münster und München Altphilologie und Germanistik. Er war Mitglied der katholischen Studentenverbindungen KDStV Sauerlandia Münster und KDStV Tuiskonia München, beide im CV. In Münster wurde er am 23. Juni 1911 mit der Arbeit De clausulis Charitoneis promoviert. Mit der Staatsprüfung am 11./12. Dezember 1911 erlangte er die Lehrbefähigung für die Fächer Deutsch, Latein und Griechisch. Er war zunächst an Gymnasien in Herford (1912–1914) und in Lippstadt (1917–1922) tätig. Vom 1. Oktober 1922 bis zum 31. August 1924 war er Direktor des Realgymnasiums in Hamm. Vom 1. September 1924 bis zu seinem Tode war Heibges Direktor des Theodorianum in Paderborn. Hier schrieb er für den Verlag Ferdinand Schöningh auch an zahlreichen Schulbüchern.
Stephan Heibges war der Vater von Wolfgang Heibges.